# Un medico in famiglia
Un medico in famiglia (trad.: Um médico na família) é uma série de televisão italiana produzida e exibida pelo canal Rai 1 desde 6 de dezembro de 1998.

## Elenco
- Lino Banfi como Nonno Libero Martini
- Giulio Scarpati como Lele Martini
- Lunetta Savino como Cettina Gargiulo
- Margot Sikabonyi como Maria Martini
- Eleonora Cadeddu como Anna Martini
- Michael Cadeddu como Ciccio Martini
- Milena Vukotic como Enrica Morelli
- Ugo Dighero como Giulio Pittaluga
- Claudia Pandolfi como Alice Solari
- Anita Zagaria como Nilde Martini
- Paolo Sassanelli como Oscar Nobili
- Riccardo Garrone como Nicola Solari
- Edi Angelillo como Irene Falcetti
- Enrico Brignano como Giacinto Diotaiuti
- Manuele Labate como Alberto Foschi
- Carlotta Aggravi como Reby
- Pino Ferrara como Fausto Ciccolini
- Vincenzo Crocitti como Mariano Valenti
- Sabrina Paravicini como Jessica Bozzi
- Claudia Pozzi como Laura Mercanti
- Mauro Pirovano como Giorgio Giorgi
- Jonis Bascir como Jonis
- Rosanna Banfi como Tea Molinari
- Jinny Steffan como Irma Palombi
- Nadia Rinaldi como Margherita
- Andrea Buscemi como Vincenzo
- Gabriele Paolino como Bobò Martini
- Domiziana Giovinazzo como Elena Martini
- Martina Colombari como Carlotta Wilson
- Pietro Sermonti como Guido Zanin
- Francesco Salvi como Augusto Torello
- Chiara Salerno como Alida Castellani
- Edoardo Leo como Marcello
- Emanuele Cito como Lele Junior
- Esther Ortega como Eufrasia
- Nicola Farron como Franco Caselli
- Beatrice Fazi como Carmela "Melina" Catapano
- Kabir Bedi como Kabir Dahvi
- David Sebasti como Emilio Villari
- Shivani Ghai como Sarita Dahvi
- Alessandro Bertolucci como Max Cavilli
- Paola Minaccioni como Maura Bettati
- Vania De Moraes como Luz Ferreira
- Francesca Cavallin como Bianca Pittaluga
- Emanuela Grimalda como Ave Battiston
- Gabriele Cirilli como Dante Piccione
- Caterina Misasi como Fanny Levantesi
- Yana Mosiychuk como Inge
- Alessandro D'Ambrosi como Davide Orsini
- Tresy Taddei como Tresy Gerardi
- Giorgio Marchesi como Marco Levi
- Paolo Conticini como Gus
- Clizia Fornasier como Albina Battiston
- Giorgia Surina como Virginia Battaglia
- Giovanni Scifoni como Francesco Matteucci
- Federica Cifola como Federica Manco
- Sofia Corinto como Palù Zanin
- Luca Lucidi como Jonathan Levi
- Chiara Gensini como Guenda Pacifico
- Alessandro Tersigni como Roberto Magnani
- Edoardo Purgatori como Emiliano Lupi
- Catherine Spaak como Gemma Aubry
- Flavio Parenti como Lorenzo Martini
- Valentina Corti como Sara Levi
- Riccardo Alemanni como Tommy Martini
- Denise Tantucci como Giada Spanoi
- Claudia Vismara como Veronica Cortese
- Michele Venitucci como Stefano Valenti
- Milena Miconi

## Temporadas
| Temporada | Temporada | N.º de episódios | Estreia                 | Final                  |
| --------- | --------- | ---------------- | ----------------------- | ---------------------- |
|           | 1         | 52               | 6 de dezembro de 1998   | 23 de maio de 1999     |
|           | 2         | 26               | 27 de fevereiro de 2000 | 21 de maio de 2000     |
|           | 3         | 26               | 16 de março de 2003     | 25 de maio de 2003     |
|           | 4         | 26               | 26 de setembro de 2004  | 3 de dezembro de 2004  |
|           | 5         | 26               | 15 de março de 2007     | 29 de maio de 2007     |
|           | 6         | 26               | 20 de setembro de 2009  | 23 de novembro de 2009 |
|           | 7         | 26               | 27 de março de 2011     | 26 de maio de 2011     |
|           | 8         | 26               | 3 de março de 2013      | 19 de maio de 2013     |
|           | 9         | 26               | 16 de março de 2014     | 29 de maio de 2014     |
|           | 10        | 26               | 7 de setembro de 2016   | 24 de novembro de 2016 |